# Alan Rubin
Alan Rubin (ur. 11 lutego 1943, zm. 8 czerwca 2011), znany również pod pseudonimem Mr Fabulous – amerykański muzyk. Grał na trąbce, skrzydłówce i trąbce piccolo.
Alan Rubin był absolwentem nowojorskiej Juilliard School. Był członkiem Saturday Night Live Band, z którym wystąpił na uroczystości zamknięcia Igrzysk Olimpijskich 1996. Jako członek Blues Brothers Band, zagrał samego siebie w The Blues Brothers, jak i w jego sequelu - Blues Brothers 2000 oraz był członkiem zespołu koncertowego.
Rubin współpracował z takimi artystami, jak: Frank Sinatra, Frank Zappa, Duke Ellington, Blood, Sweat and Tears, Eumir Deodato, Sting, Aerosmith, The Rolling Stones, Paul Simon, James Taylor, Frankie Valli, Eric Clapton, Billy Joel, Miles Davis, Yoko Ono, Peggy Lee, Aretha Franklin, James Brown i Ray Charles.